# NAXD
NAXD (англ. NAD(P)HX dehydratase) – білок, який кодується однойменним геном, розташованим у людей на короткому плечі 13-ї хромосоми. Довжина поліпептидного ланцюга білка становить 347 амінокислот, а молекулярна маса — 36 576.
| 10         |  | 20         |  | 30         |  | 40         |  | 50         |
| ---------- |  | ---------- |  | ---------- |  | ---------- |  | ---------- |
| MVTRAGAGTA |  | VAGAVVVALL |  | SAALALYGPP |  | LDAVLERAFS |  | LRKAHSIKDM |
| ENTLQLVRNI |  | IPPLSSTKHK |  | GQDGRIGVVG |  | GCQEYTGAPY |  | FAAISALKVG |
| ADLSHVFCAS |  | AAAPVIKAYS |  | PELIVHPVLD |  | SPNAVHEVEK |  | WLPRLHALVV |
| GPGLGRDDAL |  | LRNVQGILEV |  | SKARDIPVVI |  | DADGLWLVAQ |  | QPALIHGYRK |
| AVLTPNHVEF |  | SRLYDAVLRG |  | PMDSDDSHGS |  | VLRLSQALGN |  | VTVVQKGERD |
| ILSNGQQVLV |  | CSQEGSSRRC |  | GGQGDLLSGS |  | LGVLVHWALL |  | AGPQKTNGSS |
| PLLVAAFGAC |  | SLTRQCNHQA |  | FQKHGRSTTT |  | SDMIAEVGAA |  | FSKLFET    |

A: Аланін

C: Цистеїн

D: Аспарагінова кислота

E: Глутамінова кислота

F: Фенілаланін

G: Гліцин

H: Гістидин

I: Ізолейцин

K: Лізин

L: Лейцин

M: Метіонін

N: Аспарагін

P: Пролін

Q: Глутамін

R: Аргінін

S: Серин

T: Треонін

V: Валін

W: Триптофан

Кодований геном білок за функціями належить до ліаз, фосфопротеїнів. 
Задіяний у такому біологічному процесі, як альтернативний сплайсинг. 
Білок має сайт для зв'язування з АТФ, нуклеотидами, НАД, НАДФ. 
Локалізований у мітохондрії.